# Mónica Fernández-Aceytuno
Mónica Fernández-Aceytuno Saénz de Santa María (geb. 4. Mai 1961, Ad-Dakhla, Spanisch-Sahara)  ist eine spanische Biologin und Autorin, die sich auf die Öffentlichkeitsarbeit zu Naturthemen (science outreach) konzentriert.

## Karriere
Fernández-Aceytuno wurde in Ad-Dakhla, Spanisch-Sahara geboren, wo ihr Vater, en Militär, stationiert war. Obwohl sie nur wenige Jahre dort verbrachte, war diese Zeit von grundlegender Bedeutung für die Entwicklung ihres Charakters und ihre Wahrnehmung der Natur. Sie erwarb 1991 ein Licenziat in Biologie an der Universität Complutense Madrid und begann in einem Labor zu arbeiten. Doch nach einigen Monaten in Alaska, folgte sie dem Beispiel von Félix Rodríguez de la Fuente. Sie entschied, das Labor hinter sich zu lassen, und widmet sich seitdem der Wissenschaftsvermittlung.
Sie begann 1997 mit der Veröffentlichung von Artikeln in der spanischen Zeitung ABC und im Jahr 2010 für das digitale Medienunternehmen Republica.com 2010. Im Jahr 2007 erstellte sie ihr eigenes Internetportal, auf dem mit der Förderung der Aquae Foundation und in Zusammenarbeit mit Lesern das Diccionario Aceytuno de la Naturaleza entstand.
Im Jahr 2015 begann sie, eine Reihe von Videos und Mikrodokumentationen für verschiedene Medien zu erstellen. In ihren Werken verbindet und kombiniert Fernández-Aceytuno gewöhnlich Natur und Poesie. Im selben Jahr gestaltete sie auch eine Reihe von Präsentationen über das Haiku-Buch Lógica Sencilla ihres Bruders, des Immobilienexperten Juan Fernández-Aceytuno.

## Auszeichnungen
Im Jahr 2003 erhielt sie für ihre Öffentlichkeitsarbeit den Nationalen Umweltpreis Félix Rodríguez de la Fuente der Organisation Conservación de la Naturaleza, und 2007 den Jaime de Foxá Literary Prize des Real Club de Monteros. Ein Jahr später, im Oktober 2008, erhielt sie die Medal of Honor for Professional Merit des College of Forestry Engineers für ihre Aktivitäten in der Presse und im Internet. 2016 erhielt sie den Outreach Communication Award des International Environmental Film Festival of the Canary Islands (Festival Internacional de Cine Medioambiental de Canarias, FICMEC).

## Werke
- El viento en las hamacas. (Der Wind in der Hängematte) Ediciones Luca de Tena 2004. ISBN 978-84-933811-0-3
- Diccionario Aceytuno de la Naturaleza.
- El país de los pájaros que duermen en el aire. (Das Land der Vögel, die in der Luft schlafen) Espasa 2018. ISBN 978-84-670-5181-0